# Гровчански мост
Гровчанският мост (на македонска литературна норма: Гровчански мост, понякога Грофчански) е каменен мост в град Кратово, Северна Македония. Мостът пресича Кратовската (Табачка) река.
Мостът е построен в началото на XVIII век. Намира се на около 70 метра от Чаршийския мост и заедно с него осигуряват кръговото движение по чаршията в Кратово. Разположен е между Чаршийския и Сарайския мост и свързва Хайдушката чаршия на Кратово с десния бряг на Кратовската река. Гровчанският мост е един от основните пътни артерии в града. Мостът е дълъг 30 метра, широк е 4 метра и се издига на 8 метра височина. Мостът е изграден от камък и има два свода. Големият свод е с размери 6 на 9,20 метра, а малкият – 0,80 на 2 метра.